# Linda Tuero
Linda Tuero, född 21 oktober 1950 i New Orleans, är en amerikansk tidigare professionell tennisspelare.
Linda Tuero var aktiv som toppspelare i tennis åren kring 1970. Hon vann under karriären fram till 1973 två singel- och två dubbeltitlar. Sin första singeltitel i en internationell turnering vann hon 1968 (Cincinnati). Säsongen 1971 nådde hon kvartsfinal i Franska öppna. Sin förnämsta titel vann hon 1972 i grusturneringen Italienska öppna i Rom. I finalen besegrade hon den sovjetiska spelaren Olga Morozova (6-4, 6-3). 
I dubbel vann Tuero sina två titlar i Cincinnati (Western Open Championships) 1968 och 1971, den senare vinsten tillsammans med australiskan Helen Gourlay Cawley. 
Tuero deltog i det amerikanska Fed Cup-laget 1972-73. Hon spelade 7 matcher av vilka hon vann 5.
Tuero gifte sig 1975 med Oscarpristagaren William Peter Blatty som är mest känd som författare till The Exorcist. 